# Red beans and rice
Red beans and rice (en español ‘judías rojas y arroz’) es una receta emblemática de la cocina criolla de Luisiana (originalmente no cajún) hecha tradicionalmente los lunes con judías pintas, verduras (pimiento, cebolla y apio), especias (tomillo, pimienta roja y hoja de laurel) y huesos de cerdo sobrantes de la cena del domingo, cocido todo junto a fuego lento en una olla y servido sobre arroz. También se añade con frecuencia al plato carnes como jamón, salchicha (la mayoría de las veces andouille) o jamón Tasso. Es una costumbre antigua de la época en la que el jamón se consideraba una comida de domingo y el lunes se hacía la colada, resultando conveniente para las mujeres el poder dejar la olla al fuego mientras lavaban la ropa. Hay platos parecidos en la gastronomía de Latinoamérica, incluyendo los moros y cristianos y el gallopinto.
Esta receta es uno de los pocos platos de Nueva Orleans que se prepara habitualmente tanto en casas como en restaurantes. Muchos restaurantes de barrio siguen ofreciéndolo como plato especial del lunes, normalmente acompañado de salchicha ahumada o chuleta de cerdo. Sigue siendo popular en las reuniones, como las que se organizan por la Super Bowl o el Mardi Gras.
Es una comida básica también en Centroamérica, donde se conoce como «arroz con habichuelas» y «gallopinto» . Es importante en las cocinas de Cuba, Puerto Rico, Costa Rica, República Dominicana, Haití y Jamaica. Suele acompañarse con algún tipo de aperitivo de plátano (incluyendo tostones y fritos), pollo u otra carne.
Un plato muy parecido es la receta vegetariana rajma chawal, que significa también ‘judías rojas con arroz’ y es popular en el norte de la India.

## Historia
Cuando estalló la rebelión de los esclavos en Haití (o Santo Domingo, como se llamaba entonces), mucho de los ricos propietarios blancos de plantaciones de azúcar huyeron a las otras colonias francesas en América, llevando consigo las judías del Caribe. El plato surgió en las cocinas del barrio francés (French Quarter) de Nueva Orleans, extendiéndose rápidamente y pasando a formar parte de la gastronomía de la región.

## Preparación
Se emplean judías pintas pequeñas o de riñón, siendo habitual (aunque no obligatorio) ponerlas en remojo con antelación. Se saltean brevemente la cebolla, el apio y habitualmente un poco de ajo. Alguna gente prefiere incluir pimiento, completando así la trinidad. Las verduras se pican finas de forma que se deshagan con la cocción. Se añaden las judías con agua y un hueso de jamón. También puede añadirse jamón picado. Se condimenta con sal, tomillo, hoja de laurel y pimienta roja. Aunque la cocina cajún (y hasta cierto grado la criolla) suele considerarse muy picante, las red beans son suaves y se suelen servirse con un bote de salsa picante aparte.
Las judías necesitan unas dos horas para cocerse. Las mejores versiones del plato ofrecen un interesante contraste de texturas, siendo el efecto general cremoso, si bien las judías deben quedar firmes (ni pastosas ni crujientes). Para que el plato quede más cremoso, algunos cocineros machacan un cuarto de las judías en la última media hora o así de la cocción (aplastándola contra la olla usando la parte trasera de un cucharón). Para obtener una textura aún más cremosa, otros añaden gradualmente mantequilla los últimos diez minutos de cocción.
Alguna gente cuece salchicha ahumada con las judías, pero tradicionalmente la salchicha o la chuleta de cerdo se prepara aparte.

## Presentación
El arroz blanco se cocina aparte. La salchicha puede prepararse y servirse separada, o puede cortarse en rodajas y añadirse a las judías durante la cocción. Cuando se sirven en bufé, el arroz y las judías deben mantenerse separados, mezclándolos el comensal a su gusto en el momento de servirlo en su plato. El arroz suele amontonarse en el centro, quizá con un poco de perejil. Las judías se sirven alrededor del arroz, y si la salchicha se ha preparado entera aparte, se pone a un lado en el plato. Opcionalmente puede añadirse cebolleta picada, y siempre debe estar disponible un bote de salsa picante.